# Biritinga
Biritinga este un oraș în statul Bahia (BA) din Brazilia.